# Malawimonada
Malawimonada (ordem Malawimonadida) é um pequeno grupo de microorganismos, tratado ao nível taxonómico de filo, que ocupa uma posição basal na árvore evolucionária dos eucariotas, contendo apenas três grupos reconhecidos de espécies. São considerados parte de um grupo possivelmente parafilético conhecido como Excavata. Na sua presente circunscrição taxonómica, o filo é um táxon monotípico que tem como única classe Malawimonadea e como única ordem Malawimonadida.

## Descrição
Malawimonada é um grupo de pequenos protozoários biflagelados de vida livre que ocorrem em água doce ou no solo, superficialmente semelhantes a Carpediemonas embora não intimamente relacionados. Possuem respiração mitocondrial típica e cristas discóides, dois cinetossomas, flagelo posterior com uma pá ventral (Malawimonas) ou duas pás opostas (Gefionella).

## Sistemática e evolução
à luz dos atuais conhecimento filogenéticoa, é claro que os Malawimonada são um clado monofilético na base do agrupamento dos Eukaryota, mas não há consenso sobre as relações específicas com os outros grupos basais, como como Discoba, Metamonada, Ancyromonadida e Podiata. O grupo irmão para Malawimonadida varia muito entre as análises.  Outras análises recuperam Malawimonadida como o grupo irmão de Discoba ou Metamonada. Pouquíssimas análises modernas recuperam os três clados, Malawimonadida, Discoba e Metamonada, formando um inesperado monofilético Excavata. Outras análises recuperam Malawimonadida como o grupo irmão de Discoba ou  Metamonada. Pouquíssimas análises modernas recuperam os três clados, Malawimonadida, Discoba e Metamonada, formando um inesperado grupo monofilético Excavata.
|  | Tsukubea                                                     |
|  |                                                              |
|  | \| \| Euglenozoa \| \| \| \| \| \| Heterolobosea \| \| \| \| |
|  |                                                              |
|  | Euglenozoa                                                   |
|  |                                                              |
|  | Heterolobosea                                                |
|  |                                                              |

|  | Euglenozoa    |
|  |               |
|  | Heterolobosea |
|  |               |

|  | Tsukubea                                                     |
|  |                                                              |
|  | \| \| Euglenozoa \| \| \| \| \| \| Heterolobosea \| \| \| \| |
|  |                                                              |
|  | Euglenozoa                                                   |
|  |                                                              |
|  | Heterolobosea                                                |
|  |                                                              |

|  | Euglenozoa    |
|  |               |
|  | Heterolobosea |
|  |               |

|  | CRuMs                                    |
|  |                                          |
|  | Amorphea (Amoebozoa, Fungi, Animalia...) |
|  |                                          |

|  | Tsukubea                                                     |
|  |                                                              |
|  | \| \| Euglenozoa \| \| \| \| \| \| Heterolobosea \| \| \| \| |
|  |                                                              |
|  | Euglenozoa                                                   |
|  |                                                              |
|  | Heterolobosea                                                |
|  |                                                              |

|  | Euglenozoa    |
|  |               |
|  | Heterolobosea |
|  |               |

|  | Tsukubea                                                     |
|  |                                                              |
|  | \| \| Euglenozoa \| \| \| \| \| \| Heterolobosea \| \| \| \| |
|  |                                                              |
|  | Euglenozoa                                                   |
|  |                                                              |
|  | Heterolobosea                                                |
|  |                                                              |

|  | Euglenozoa    |
|  |               |
|  | Heterolobosea |
|  |               |

|  | CRuMs                                    |
|  |                                          |
|  | Amorphea (Amoebozoa, Fungi, Animalia...) |
|  |                                          |

Os malawimónadas foram descritos pela primeira vez como a ordem Malawimonadida em 2003 por Thomas Cavalier-Smith. Em 2013 também foram descritos como uma classe (Malawimonadea) e foram colocados como o único membro do subfilo Neolouka como parte do filo Loukozoa, um agrupamento polifilético unindo Metamonada, Jakobea, Tsukubea e os malawimónadas. Mais tarde, o agrupamento Loukozoa foi separado e Neolouka foi elevado ao nível taxonómico de filo. Finalmente, este filo, contendo apenas Malawimonadea, foi renomeado em 2021 para Malawimonada pelo mesmo autor, e foi colocado como um reino separado com o mesmo nome.
Inicialmente, Malawimonadida era uma ordem monotípica, contendo apenas a família Malawimonadidae e o género Malawimonas. Em 2018, o género Gefionella foi descrito pela primeira vez e adicionado a esta família. Em 2020, um novo género Imasa e uma nova família Imasidae foram adicionados ao grupo. Atualmente, Malawimonadida contém 2 famílias, 3 géneros e 3 espécies validamente descritas:
- Família Imasidae Heiss, Simpson, & Kim 2020
  - Imasa Heiss, Simpson, & Kim 2020
    - I. heleensis Heiss, Simpson, & Kim 2020
- Família Malawimonadidae O’Kelly & Nerad 1999
  - Gefionella Heiss, Ekelund & Simpson 2018
    - G. okellyi Heiss, Ekelund & Simpson 2018

  - Malawimonas O’Kelly & Nerad 1999
    - M. jakobiformis O’Kelly & Nerad 1999
    - "M. californiana" or "californiensis" (nomen nudum)